# Lieven van Lathem

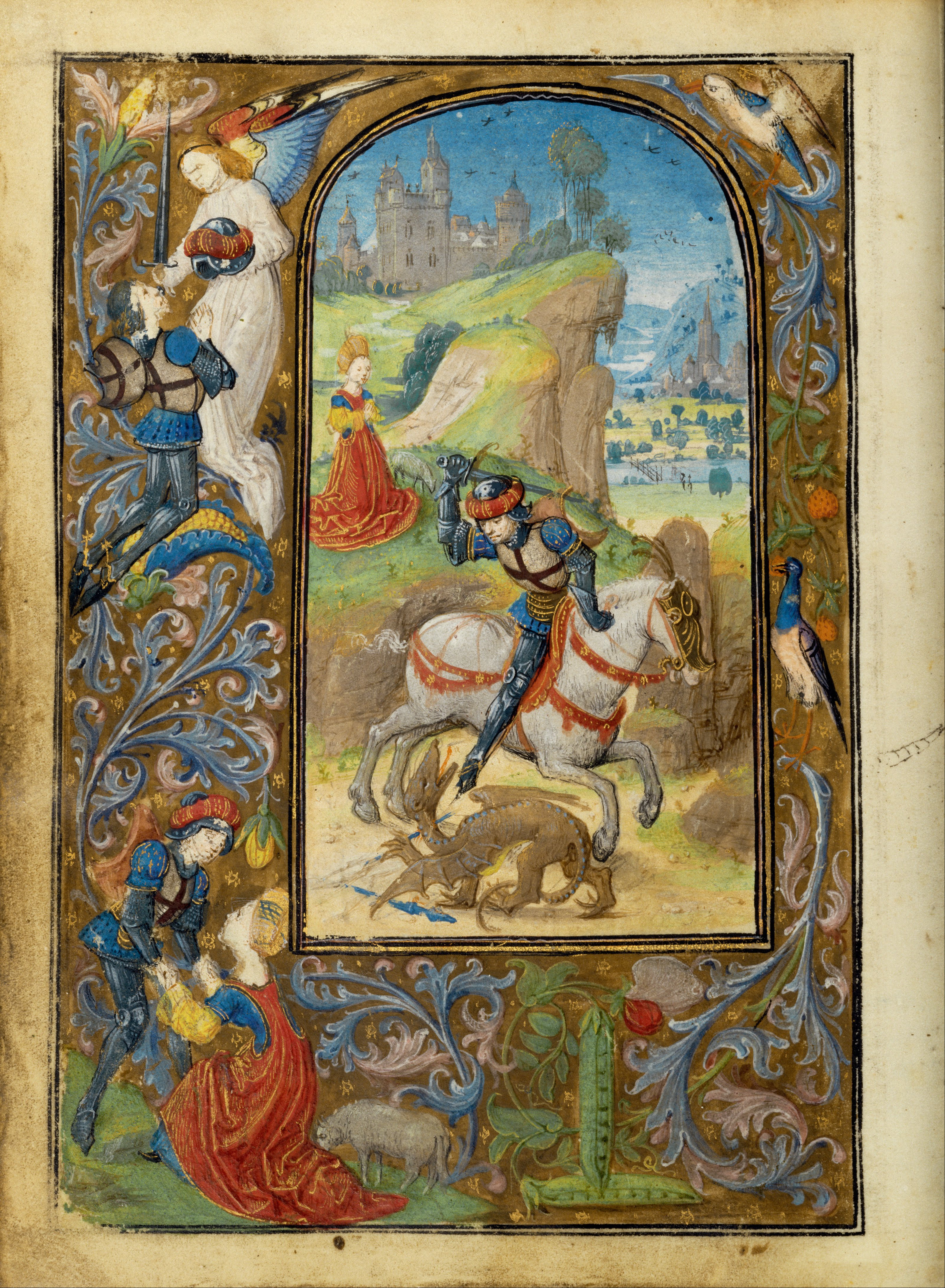
SInt-Joris en de draak, Getijdenboek van Karel de Stoute

Lieven van Lathem (Gent, ca. 1430 – Antwerpen, 1493) was een Vlaams verluchter die werkte in de tweede helft van de 15e eeuw in Gent, Brugge en Antwerpen.

## Biografie
Lieven van Lathem werd omstreeks 1430 geboren in Gent. In 1454 werd hij daar opgenomen in het schildersgilde. Omstreeks 1456 trad hij in dienst van het Bourgondische hof. Hij werkte onder meer voor de hertogen Filips de Goede en Karel de Stoute. In 1459 werd hij uit het ambacht gestoten omdat hij weigerde zijn bijdrage te betalen. Tussen 1459 en 1462 werkte hij waarschijnlijk in de noordelijke Nederlanden. Hij zou daar meegewerkt hebben aan een getijdenboek door de meester van Katharina van Kleef. De randversiering en de drolerieën in dit handschrift worden toegeschreven aan Van Lathem. Maar we treffen hem in 1458 ook aan in Antwerpen waar hij in 1462 lid werd van het Sint-Lucasgilde.
In 1468 werkte hij in Brugge mee aan de versieringen voor de bruiloft van Karel de Stoute met Margaretha van York. Vanaf 1469 woonde hij weer in Antwerpen, waarschijnlijk tot aan zijn dood, vóór maart 1493. Tussendoor verbleef hij in 1469 in Den Haag waar hij betaald werd voor de vervaardiging van miniaturen en andere decoraties in een gebedenboek voor Karel de Stoute. Vanaf 1490 was Lieven van Lathem hofschilder van Maximiliaan van Oostenrijk.
Lieven van Lathem was gehuwd met een Antonine sMeesters (of sMeysters), en ze hadden twee zonen. De eerste, ook Lieven genoemd, was goudsmid, de tweede, Jacob van Lathem, was schilder. Beiden zijn in dienst geweest van Filips de Schone.

## Bewaard werk
Dit is een lijst van werken van de hand van Lieven van Lathem of waaraan hij heeft meegewerkt. Er is geen enkel werk dat via documenten of rekeningen met volledige zekerheid kan toegeschreven worden aan Lieven van Lathem.
- Gebedenboek van Philips de Goede, Parijs, Bibliothèque Nationale, ms.nouv.acq.fr. 16428
- Getijdenboek van Karel de Stoute, Los Angeles, Getty Museum MS 37
- Getijdenboek van Katharina van Kleef, Meester van Catharina van Kleef en Lieven Van Lathem, ca. 1460, Utrecht?, Den Haag, Museum Meermanno MMW, 10 F 50
- Getijdenboek van Maria van Bourgondië, Weense meester van Maria van Bourgondië en Lieven Van Lathem, Wenen, Österreichische Nationalbibliothek, cod. Ser. n.1857
- Histoires de Gillion de Trazegnies, Chatsworth, Devonshire collections,  Ms 7535
- Listoire de la conqueste du noble et riche thoison dor, Parijs,  Bibliothèque Nationale, ms.fr. 331
- Les secrets d’Aristote, Parijs ,  Bibliothèque Nationale, ms.fr. 562
- Ordonnance touchant la conduite du premier équier d’équierie de monseigneur le duc de Bourgogne, Wenen, Österreichische Nationalbibliothek, cod. Ser. n.2616
- Loix et ordonnance ou statuz militaires, Londen, British Library, Add. Ms.36619
- Trivulzio getijdenboek, Den Haag, Koninklijke Bibliotheek